# Yuzuru Hanyu
Yuzuru Hanyu, född 7 december 1994, är en japansk idrottare som tävlar i konståkning. Han blev guldmedaljör vid herrarnas singelåkning vid olympiska vinterspelen 2014 i Sotji i Ryssland. Fyra år senare försvarade han guldet vid olympiska vinterspelen 2018 i Pyeongchang i Sydkorea.